# Heinrich Bernhard
Heinrich Bernhard (* 13. März 1897 in Kupferschmelz, Ortsteil von Winnweiler; † 21. Juli 1983 in Ludwigshafen) war ein deutscher SS-Führer und Referatsleiter im Reichssicherheitshauptamt.

## Leben
Mitte der 1930er Jahre wurde Heinrich Bernhard als Mitarbeiter des Sicherheitsdienstes der NSDAP im SD-Oberabschnitt Südwest angeworben. Der SD-Oberabschnitt stand damals unter der Führung von Gustav Adolf Scheel. Bernhard beantragte am 22. Juni 1937 die Aufnahme in die NSDAP und wurde rückwirkend zum 1. Mai desselben Jahres aufgenommen (Mitgliedsnummer 5.518.745). Er wurde auch Mitglied der SS (SS-Nummer 267.350), am 30. Januar 1939 erfolgte seine Beförderung zum SS-Obersturmbannführer.
Um 1940 wurde er ins Reichssicherheitshauptamt (RSHA) versetzt. Dort wurde er im Organigramm vom 1. Januar 1941 als Beauftragter des Amtes VI für die Überprüfung und Sicherung der den SD-Leitabschnitten gestellten Auslandsaufgaben geführt. Sein Vorgesetzter war zu dieser Zeit der Leiter dieses Arbeitsbereiches VI Alfred Filbert (1905–1990). Diesen Aufgabenbereich im Amtes VI übernahm im Juli 1941 Walter Schellenberg (1910–1952). Bernhard war als Beauftragter I (West) zuständig für die SD-Abschnitte Münster, Aachen, Bielefeld, Dortmund, Köln, Düsseldorf, Koblenz, Kassel, Frankfurt/M., Darmstadt, Neustadt, Karlsruhe und Stuttgart. Die weiteren Abschnitte dieses Bereiches innerhalb des SD-Auslandsnachrichtendienstes waren für II (Nord) Hermann Lehmann, für III (Ost) SS-Sturmbannführer Karl Otto von Salisch (1902–1945), für IV (Süd) Hermann Lapper (1910–1976) und für V (Mitte) SS-Obersturmbannführer Karl Thiemann (* 1894).
Die von Heinz Jost und Filbert aufgebauten Stellen der Beauftragten für die Auslandsaufgaben im RSHA wurden 1942 aufgelöst. Damit übernahm Bernhard das Frankreichreferat VI B 2 in der Gruppe VI B: Westeuropa, mit Sitz in Berlin Berkaer Straße 21. Gruppenleiter von VI B und damit sein Vorgesetzter war SS-Obersturmbannführer Eugen Steimle (1909–1987). Im Folgejahr wurde das Referat VI B 3 ab 28. August 1943 mit Heinz Felfe (1918–2008), verantwortlich für die Schweiz, besetzt.
Ab 1943 verlieren sich die Spuren von Heinrich Bernhard.